# Михайловка (Артельный сельский совет)
Михайловка (укр. Михайлівка) — бывшее село в Артельном сельском совете Лозовского района Харьковской области.
Село ликвидировано в ? году.

## Географическое положение
Село Михайловка находится на расстоянии до 3-х км от сёл Николаевка, Григоросово, Мирное, Полтавское и Барабашовка.
По селу протекает пересыхающий ручей с запрудами.

## История
- ? — село ликвидировано.